# Shen Yanfei
Shen Yanfei (24 de desembre de 1979 en Hebei, Xina) és una jugadora xinesa nacionalitzada espanyola de tennis de taula que juga en el UCAM Cartagena Tennis de Mesa.

## Trajectòria esportiva
Es va incorporar a l'equip Ucam Cartagena Tenis Mesa l'any 2002, i el 22 de febrer de 2008, va aconseguir la nacionalitat espanyola que li va permetre participar amb l'equip espanyol en l'Olimpíada de Pequín a l'agost d'aquest mateix any.
Amb l'equip Ucam Cartagena T.M. ha guanyat 2 Copes d'Europa, l'última a Moscou en 2010. Ha col·laborat, de forma decisiva amb el seu equip, a guanyar de forma consecutiva la dotzena edició de la superdivisió femenina d'Espanya. Guanyant en 2010 en Antequera i de forma consecutiva, l'onzè títol de Copa de la Reina. En aquesta edició no ha participat Yanfei perquè va donar a llum a final de 2009 i es va incorporar ala equipo al març jugant els últims partits de la Lliga i la Copa d'Europa, sent decisiva la seva aportació per a aquests assoliments.
Posseeix un extraordinari palmarès, i és peça clau en l'equip UCAM Cartagena, i en 2010, per segona vegada consecutiva ha aconseguit el triplet; Copa d'Europa, Lliga i Copa de la Reina.
En 2008 Shen Yanfei obté la nacionalitat espanyola el que li va fer formar part de l'equip espanyol. Yanfei és considerada com una jugadora de gran projecció internacional i va disputar els Jocs Olímpics de Pequín 2008.
Després d'estar un temps apartada de la competició per la seva maternitat, en 2010 es converteix en la sensació d'aquest esport en guanyar el Open de Corea, un dels més durs de la temporada, i arribar a semifinals en el de la Xina, derrotant en tots dos casos a jugadores 'top ten'. Es va imposar en la final a Feng Tianwei número 2 del món després de realitzar una gran encontre i també va eliminar a la número 1, l'europea Li Jiao.
La cartagenera, que en 2012 ocupava el lloc 31 en el rànking mundial, el 6 en l'europeu i el primer d'Espanya, en els Jocs Olímpics de Londres 2012 va ser l'única jugadora espanyola a aconseguir l'acreditació per participar en aquest prestigiós torneig.